# Heinz Miedaner
Heinz Miedaner (* 27. Juli 1941 in München) ist ein deutscher Brauwissenschaftler und Ehrenvorsitzender der Mitteleuropäischen Brautechnischen Analysenkommission, deren Vorsitzender er von 2000 bis 2004 war.

## Leben
Nach dem Abitur absolvierte Miedaner ein Praktikum bei der Löwenbräu in München und studierte von 1960 bis 1964 an der Fakultät für Brauwesen der TU München (TUM). Anschließend war er dort als wissenschaftlicher Assistent am Lehrstuhl für Brauereitechnologie tätig, wo er 1969 dissertierte.
Von 1969 bis 1971 leitete er die Abteilung Qualitätssicherung und Technologie der Ersten Kulmbacher Aktienbrauerei, um danach an die TUM zurückzukehren. Als Oberingenieur forschte er in der Analytik, um vor allem die Gaschromatographie weiter auszubauen. Im Rahmen seiner Habilitationsarbeit beschäftigte er sich mit der Gärung und Reifung des Bieres sowie der Geschmacksstabilität.
1994 wurde Miedaner Direktor der Staatlichen Brautechnischen Prüf- und Versuchsanstalt, dem heutigen Forschungszentrum Weihenstephan für Brau- und Lebensmittelqualität. Er ist Gründungsmitglied des Slow Brewing e.V. und im wissenschaftlichen Beirat des Slow Brewing Institutes.

## Schriften (Auswahl)
- Über den Einfluß von Gerstensorte, Anbaugebiet und Mälzungsverfahren auf einige Gärungsnebenprodukte des Bieres.
- Der Einfluss der Darrtechnologie auf die Malz- und Bierqualität.
- Brautechnische Analysenmethoden.